# ادنو (بازیکن فوتبال)
ادنو (به پرتغالی: Edno Roberto Cunha) هافبک، مهاجم اهل برزیل است که در شهر Lages و در تاریخ ۳۱ مهٔ ۱۹۸۳ به دنیا آمده‌است.
ادنو در تیم‌های فوتبال Avaí سابقهٔ حضور دارد.